# Бук (Плетерниця)
45°17′ пн. ш. 17°51′ сх. д. / 45.28° пн. ш. 17.85° сх. д.
Бук (хорв. Buk) — населений пункт у Хорватії, у Пожезько-Славонській жупанії у складі міста Плетерниця.

## Населення
Населення за даними перепису 2011 року становило 192 осіб.
Динаміка чисельності населення поселення:

## Клімат
Середня річна температура становить 10,92 °C, середня максимальна – 25,24 °C, а середня мінімальна – -6,06 °C. Середня річна кількість опадів – 801 мм.
| Клімат поселення                              | Клімат поселення | Клімат поселення | Клімат поселення | Клімат поселення | Клімат поселення | Клімат поселення | Клімат поселення | Клімат поселення | Клімат поселення | Клімат поселення | Клімат поселення | Клімат поселення | Клімат поселення |
| Показник                                      | Січ.             | Лют.             | Бер.             | Квіт.            | Трав.            | Черв.            | Лип.             | Серп.            | Вер.             | Жовт.            | Лист.            | Груд.            |                  |
| Середній максимум, °C                         | 5,99             | 8,04             | 12,51            | 17,08            | 22,24            | 25,24            | 25,10            | 24,44            | 20,32            | 15,07            | 9,32             | 5,36             |                  |
| Середня температура, °C                       | −0,03            | 2,02             | 6,50             | 11,06            | 16,24            | 19,23            | 21,16            | 20,50            | 16,40            | 11,13            | 5,39             | 1,42             |                  |
| Середній мінімум, °C                          | −6,06            | −4               | 0,48             | 5,04             | 10,21            | 13,22            | 17,24            | 16,57            | 12,48            | 7,19             | 1,46             | −2,52            |                  |
| Норма опадів, мм                              | 50               | 50               | 49               | 62               | 73               | 100              | 71               | 68               | 58               | 72               | 82               | 66               |                  |
| Середньомісячна швидкість вітру, м/с          | 1.90             | 2.17             | 2.46             | 2.39             | 2.12             | 1.98             | 1.91             | 1.78             | 1.76             | 1.80             | 1.90             | 1.97             |                  |
| Середньомісячна сонячна радіація, кДж/м²·день | 4318             | 7040             | 10895            | 15222            | 19274            | 21204            | 22292            | 20259            | 14920            | 9245             | 4889             | 3621             |                  |
| --------------------------------------------- | ---------------- | ---------------- | ---------------- | ---------------- | ---------------- | ---------------- | ---------------- | ---------------- | ---------------- | ---------------- | ---------------- | ---------------- | ---------------- |
| Джерело:                                      |                  |                  |                  |                  |                  |                  |                  |                  |                  |                  |                  |                  |                  |